# Antoine d'Aquin
Pour les articles homonymes, voir Daquin et Aquin.
Antoine d'Aquin (ou Daquin), né vers 1629 à Paris et mort le 17 mai 1696 à Vichy, est un médecin français. En 1672, il devient Premier médecin du roi Louis XIV.

## Biographie

### Famille et études
Son grand-père était Mardochée Cresque (c. 1576- 1650), fils d'un Juif fripier de Carpentras qui, ayant été chassé par sa synagogue, passa en Italie, fut baptisé à Aquino et reçut le nom de Philippe, auquel il ajouta le surnom d’Aquin en mémoire du lieu où il s’était converti à la foi chrétienne. Grand savant, Le Jay l’avait chargé de l’impression et de la correction des textes hébreux et chaldéens de sa Polyglotte. Son principal ouvrage est un Dictionnaire hébreu, rabbinique et talmudiste. Il se maria le 15 avril 1600 avec Jeanne Clément, fille de Nicolas, seigneur de Villiers, et de Jeanne Baylet, dont il eut un fils, Louis Henri Thomas, et une fille, Anne ou Esther. Il fut professeur au Collège royal et mourut à Paris en 1650.
Son père, Louis Henri Thomas d’Aquin (Avignon 1602-Paris 1673), médecin de la reine Marie de Médicis, puis intendant de sa maison, anobli en 1669, et Claire Loppe ou Lopez, dont il eut huit enfants qui eurent tous des positions distinguées, dont Louis Henri Antoine qui fait l'objet de cette notice. 
Après des études de médecine à Montpellier, Louis-Henri-Antoine d'Aquin fut reçu docteur en médecine en 1648.

### Médecin du roi
De retour à Paris où son père était devenu médecin ordinaire du roi, il lui succéda dans sa charge. En 1660, il fut nommé médecin ordinaire de la reine et sept ans plus tard, son premier médecin, puis médecin du dauphin. Il fut anobli en même temps que son père. Jouissant de la faveur de Madame de Montespan, il conquit de haute lutte, à la mort de Vallot, la place de premier médecin du roi en avril 1672. Pourtant, il ne semble pas avoir brillé par ses compétences. Il était opposé aux nouveautés, écrivit contre le quinquina, appelé « remède anglais », que d’autres appliquèrent avec succès pour guérir les fièvres intermittentes. Il s'opposa également au chirurgien Charles-François Félix sur le traitement de la fistule anale du roi. Sous l’influence de la Maintenon, il tomba en disgrâce en 1693 et on lui préféra son rival Fagon.
Par son ambition et sa rapacité, d’Aquin se fit de nombreux ennemis et Saint-Simon dressa de lui un portrait peu flatteur : « il était grand courtisan, mais riche, avare, avide, et qui voulait établir sa famille en toutes façons ». Il demandait sans cesse, voulant des pensions, des abbayes et des évêchés pour les siens ; sa charge lui rapportait 45 000 livres par an, ce qui lui permit d’acquérir le comté de Jouy-en-Josas ainsi que la surintendance des bains, eaux et fontaines minérales et médicinales de France. Il fut l’un des praticiens caricaturaux du Grand Siècle qui servirent de modèles à Molière.

## Publications
- Vallot, d'Aquin, Fagon - Journal de santé du roi Louis XIV de l'année 1647 à l'année 1711, avec introduction, notes, réflexions critiques et pièces justificatives par J. A. Le Roi - Paris - Auguste Durand, éditeur - 1862  (BNF Gallica)